# Yahweh ben Yahweh
«Yahweh ben Yahweh» (nacido con el nombre Hulon Mitchell Jr.; 27 de octubre de 1935 - 7 de mayo de 2007): Fue un líder religioso estadounidense, separatista y supremacista negro. Fue el fundador de la Nación de Yahvé, una secta racista con sede en el Estado de Florida que, en su apogeo, tenía miles de devotos estadounidenses negros. Su predicación giraba en torno al mensaje de la superioridad racial de los integrantes de la raza negra, llegando a afirmar cosas como que Jesús era negro y que los "demonios blancos" estaban gobernando temporalmente sobre ellos. Fue acusado de racismo y de promover enseñanzas que incitaban al odio. Hulon fue acusado de tres cargos de extorsión federal, de los cuales fue declarado inocente. Sin embargo, fue condenado por conspiración para cometer asesinato.

## Primeros años de vida
Yahweh ben Yahweh nació como Hulon Mitchell Jr. el 27 de octubre de 1935. Uno de los 15 hijos de Hulon Mitchell Sr., ministro de la Iglesia de Dios en Cristo de Antioquía en Enid, Oklahoma, y Pearl O. Mitchell (de soltera Leatherman)., una pianista de la misma congregación.
Después de dejar Oklahoma, Mitchell se unió al ejército y luego asistió a la facultad de derecho. Se mudó a Atlanta, donde, en la década de 1960, se unió a la Nación del Islam (NOI) y tomó el nombre de Hulon X. Después de dejar la Nación del Islam  a fines de la década de 1960, se convirtió en un predicador cristiano de curación por la fe y se llamó a sí mismo Padre Mitchell. modelándose a sí mismo a partir del Padre Divine y Samuel "Padre Jehovia" Morris, dos ministros afroamericanos y autoproclamados conexiones divinas con Dios que estuvieron activos a principios del siglo XX. Mitchell llegó a Miami, Florida en 1978, donde reunió a miembros de las congregaciones israelitas hebreas negras de la ciudad y fundó la Nación de Yahvé.

## Líder Religioso
La Nación de Yahvé instaló su sede en Liberty City, Florida, en 1979.
Su doctrina estaba influenciada por las creencias más extremas de la Nación del Islam y de los Israelitas Hebreos Negros. Aseguraba que Dios y los profetas de la Biblia eran negros, y, por lo tanto, el verdadero pueblo elegido eran los negros y no los judíos. Su discurso promovía el odio racial y su nombre, Yahweh ben Yahweh, significaba básicamente “Dios, hijo de Dios”.  También caracterizó a los blancos y judíos como infieles y opresores. Mitchell enfatizó la lealtad a sí mismo como hijo de Dios.
Se cree que sus seguidores alcanzaron la cifra de 20 mil, y sus negocios inmobiliarios fueron valuados en más de 9 millones de dólares, en 1990. Hasta este punto, si bien se trataba de un culto extraño, no era tan distinto de muchos otros del pasado y de la actualidad.
Los esfuerzos comerciales y caritativos de Mitchell le valieron el respeto de la comunidad. El entonces alcalde de Miami, Xavier Suárez, declaró el "Día de Yahweh ben Yahweh" el 7 de octubre de 1990,  un mes antes de la acusación de Ben Yahweh.

## Crímenes y consecuencias.
Yahweh ben Yahweh tuvo problemas con la ley en la década de 1990, aunque sus seguidores siguieron siendo devotos de él. Entre 1990 y 2001, cumplió once años de una sentencia de dieciocho años en virtud de una condena conforme a la Ley de Organizaciones Corruptas e Influenciadas por Extorsión (Ley RICO, por sus siglas en inglés) después de que él y varios otros miembros de la Nación de Yahweh fueran condenados por conspiración por el papel de sus ex seguidores en más de una docena de asesinatos.  Robert Rozier, exjugador de la NFL y devoto de Mitchell, confesó siete de estos asesinatos.
Ben Yahweh se enfrentó a una condena sólo por conspiración para asesinar. Un componente principal del caso de la fiscalía fue Rozier, quien testificó a cambio de una sentencia más leve. Más tarde, Rozier ingresó al Programa de Protección de Testigos, pero regresó a prisión con una sentencia de 25 años a cadena perpetua según la ley de tres castigos de California, luego de una condena por cheque kite. Mitchell tenía el número de identificación de la Oficina Federal de Prisiones n.º 22031-034.
Ben Yahweh fue puesto en libertad condicional en 2001 y regresó a Miami, pero sus actividades estuvieron restringidas hasta unos meses antes de su muerte. Se le prohibió volver a conectarse con su antigua congregación.Para garantizar esto, se le restringió cualquier forma de expresión por Internet, teléfono, computadora, radio o televisión que pudiera ponerlo en contacto con cualquier miembro de la Nación de Yahvé.

## Últimos años y fallecimiento
En 2006, cuando Ben Yahweh enfermó más de cáncer de próstata, Jayne Weintraub, su abogada, solicitó al Tribunal de Distrito de Estados Unidos su libertad condicional para permitirle "morir con dignidad".
Mitchell murió el 7 de mayo de 2007, a la edad de 71 años. El lugar no fue revelado. "Yahvé será recordado y llorado por los millones de personas que tocó a través de la oración y las enseñanzas", dijeron sus abogados, Jayne Weintraub y Steven Potolsky, en una declaración conjunta.

## Televisión
La historia de la investigación policial y el procesamiento de Yahweh ben Yahweh es el tema de un episodio de The FBI Files titulado "Temple of Fear" (temporada 3, episodio 10), así como de un episodio de Investigation Discovery Channel de Most Infamous (temporada 2, Episodio 1). El canal de televisión de  A&E (Latinoamérica) hizo el documental El culto de de Yahweh ben Yahweh en el año 2023, La Revista People Investiga Sectas hace un documental de Yahweh ben Yahweh 

## Familia
Uno de los hermanos de Mitchell es Leona Mitchell, su hermana menor, una soprano que cantó en la Metropolitan Opera.